# Андрушівський ліс-1
Андруші́вський ліс-1 — лісовий заказник місцевого значення в Україні. Розташований у межах Андрушівського району Житомирської області, на південь від міста Андрушівка. 
Площа 2,8 га. Статус надано згідно з рішенням Житомирського облвиконкому від 03.12.1982 року № 489. Перебуває у віданні ДП «Попільнянське ЛГ» (Андрушівське лісництво, кв. 69, вид. 2). 
Створений з метою охорони частини лісового масиву з насадженнями ялини віком понад 60 років з поодинокими дубами І-А бонітету. 
У 2014 році насадження вирубали.